# ماچدونتسه (رتکوتسرسکو)
ماچدونتسه (به صربی: Maćedonce) یک منطقهٔ مسکونی در صربستان است که در مدوجا واقع شده‌است. ماچدونتسه ۸۱ نفر جمعیت دارد.